# Списак партизанских одреда са Косова и Метохије
Списак партизанских одреда формираних на територији Косова и Метохије у току Народноослободилачког рата, од 1941. до 1944. године.
У току Народноослободилачког рата на територији Косова и Метохије формирано је осам партизанских одреда.
Током ослобођења Косова и Метохије 1944. године, партизански одреди су расформирани, а њихово људство је или упућивано у састав других јединица НОВЈ или КНОЈ-а или демобилисано.
| одред                     | датум формирања     | место формирања               | командант  | политички комесар |
| ------------------------- | ------------------- | ----------------------------- | ---------- | ----------------- |
| Копаонички одред          | 25. јул 1941.       | планина Копаоник              |            |                   |
| Метохијски одред          | октобар 1941.       | Метохија                      |            | Боро Вукмировић   |
| Одред „Зејнел Ајдини“     | 29. септембар 1942. | близина Урошевца              | Фадиљ Хоџа |                   |
| Шарпланински одред        | 3. новембар 1942.   | Калуђерски камен, Шар-планина |            | Мето Баjрактари   |
| Одред „Емин Дураку“       | јануар 1943.        | Врело, код Приштине           |            |                   |
| Косовско-метохијски одред | 22. октобар 1943.   | околина Дебра                 |            |                   |
| Косовски одред            | 25. март 1944.      | Вишевац, код Црне Траве       |            |                   |
| Ибарски одред             | 2. новембар 1943.   | Голија                        |            |                   |